# Симмонс, Мэттью
Мэттью Рой Симмонс (англ. Matthew Roy Simmons, 7 апреля 1943 — 8 августа 2010) — американский экономист, банкир, инвестор, основатель и председатель компании Simmons & Company International, известный автор работ на тему пика нефти. Являлся советником по энергетике у президента США Джорджа Буша-мл., был членом совета National Petroleum Council и частного совета по международным отношениям США.
Автор книги Twilight in the Desert: The Coming Saudi Oil Shock and the World Economy 2005 года, в которой он приходит к выводу о ненадёжности данных о  запасах нефти на Ближнем Востоке (в частности, на месторождении Гавар в Саудовской Аравии, которое вероятно уже прошло пик добычи). Автор многочисленных презентаций о пике нефти и нехватке воды.
Трагически погиб в возрасте 67 лет, 8 августа 2010 года.

## Нефтяные резервы Саудовской Аравии
В своей книге 2005 года Симмонс с помощью сотен документов и других источников показывает, что нефтедобыча Саудовской Аравии, особенно на крупнейшем месторождении Гавар вероятно прошла пик, либо пройдёт его в ближайшее время.
Данная работа Симмонса подверглась жёсткой критике со стороны представителей Saudi Aramco.
Существуют независимые отрицательные отзывы на выводы книги

## Ocean Energy Institute
В 2007 году Симмонс основал «Ocean Energy Institute», который занимается исследованиями океанических источников энергии.

## Интервью и фильмы
Симмонс участвовал в съёмках многих научно-популярных и документальных фильмов, в том числе: Peak Oil – Imposed by Nature, The Power of Community: How Cuba Survived Peak Oil (2006), The End of Suburbia, Crude Impact, Crude Awakening: The Oil Crash, World Energy Video Interview, August 2008 (World Energy Television)
Вскоре после катастрофы на нефтедобывающей платформе Deepwater Horizon, Мэттью сделал несколько противоречивых заявлений и предсказаний о причинах взрыва, его последствиях и ликвидации разлива.

## Упоминание в Wikileaks
Издание The Guardian сообщало, что Сиимонс упоминался в материалах утечки Wikileaks cables от ноября 2007 в качестве аналитика по теме ближневосточной нефти.